# ميت السراج
ميت السراج إحدى قرى مركز المحلة الكبرى التابع لمحافظة الغربية بجمهورية مصر العربية.

## التاريخ
قرية ميت السراج من القرى القديمة، حيث وردت باسم «البلخية منية سراج» في أعمال الغربية ضمن قرى الروك الصلاحي التي أحصاها ابن مماتي في كتاب قوانين الدواوين، كما وردت باسم «منية سراج الزنار» في أعمال الغربية ضمن قرى الروك الناصري التي أحصاها ابن الجيعان في كتاب «التحفة السنية بأسماء البلاد المصرية»، الزنار هي كلمة تشير أن القرية من ضواحي المحلة. وردت باسم «منية سراج الزنار» في التربيع العثماني الذي أجراه الوالي العثماني سليمان باشا الخادم في عصر السلطان العثماني سليمان القانوني ضمن قرى ولاية الغربية، وفي تاريخ 1228هـ/1813م الذي عدّ قرى مصر بعد المسح الذي قام به محمد علي باشا باسم «ميت سراج البحرية» ضمن قرى مديرية الغربية. اختصر الاسم إلى ميت السراج في سنة 1318هـ/1900م.

## التعليم
تصل نسبة الأمية في القرية إلى 45.93% بين من تجاوزوا العاشرة من عمرهم، بينما تصل نسبة من حصلوا على تعليم جامعي إلى 1.06% من جملة السكان.

## السكان
بلغ عدد سكان ميت السراج 7903 نسمة حسب تقدير عام 2018.
| السنة  | 1897 | 1907 | 1927 | 1947 | 1960 | 1976 | 1986 | 1996 | 2006  | 2018 |
| ------ | ---- | ---- | ---- | ---- | ---- | ---- | ---- | ---- | ----- | ---- |
| القرية | 1878 | 1914 | 2122 | 2352 | 3489 | 4909 | 5909 | 4654 | 5,436 | 7903 |